# 高橋昌幸
高橋 昌幸（たかはし まさゆき、1950年〈昭和25年〉4月3日 - ）は、日本の政治家。神恵内村長（6期）。

## 来歴
1950年（昭和25年）4月3日、神恵内村で生まれる。
北海道岩内高等学校を卒業したのち、1970年、神恵内村役場へ奉職。神恵内村職員として産業課長、住民課長などを歴任する。
2001年（平成13年）12月21日、神恵内村役場に辞表を提出し、神恵内村長選挙に出馬する意向を示す。2002年2月、無投票で初当選を果たす。2018年まで無投票で連続5選。
2015年（平成27年）5月1日、北海道漁港漁場協会会長に就任。その他、全国漁港漁場協会副会長、全国漁港海岸防災協会副会長、全国市町村水産業振興対策協議会常任理事などを務める。
2022年（令和4年）2月27日投開票の村長選挙では32年ぶりの選挙戦となったが対立候補に大差で6選を果たす。

## 核のごみ最終処分場選定への文献調査をめぐる問題
2020年（令和2年）9月7日、神恵内村商工会が開いた臨時総会で原子力発電所から発生する高レベル放射性廃棄物（通称・核のごみ）の最終処分場の選定へ向けた文献調査に応募するよう神恵内村に求めることを決め、翌8日に神恵内村議会に請願を提出した。これを受けて神恵内村議会は9月の定例会で審議することとした。
この一件に関するインタビューで高橋は「村議会の審議に影響を及ぼし兼ねないため発言を控えたい。議会での議論を見守り、結論が出たうえで村として判断したい」と述べた。
定例会での審議の結果、請願の採決を見送り、継続審議とすることを決め、国と原子力発電環境整備機構に対して説明を要請した。
定例会閉会後に開いた会見で高橋は「村民にしっかりと説明することが必要。基本的に議会での決定を尊重する」と述べた。
同月23日、経済産業省と原子力発電環境整備機構は神恵内村の要請に応じ、同月26日から30日にかけて住民説明会を開催することを発表した。
10月9日、国から、文献調査を申し入れが行われ、受諾の意向を示し、11月17日から文献調査が開始された。
2022年2月27日の町長選では、初めて対立候補が立ったものの、対立候補は隣の泊村在住の高齢の反原発活動家で、村内に事務所を設けることもできず、供託金没収される得票で圧勝した。